# Zagaj pod Bočem
Zagaj pod Bočem este o localitate din comuna Rogaška Slatina, Slovenia, cu o populație de 156 de locuitori.